# Публичная библиотека Антигуа
Публичная библиотека Антигуа — национальная библиотека Антигуа и Барбуды, расположенная в Сент-Джонсе.

## История
Публичная библиотека была основана в 1830 году как частное предприятие. Согласно отчёту 1932 года, целью было «постепенное формирование постоянной библиотеки общей литературы и связанного с ней читального зала». Вскоре парламент учредил Библиотечное общество Антигуа, изменив статус библиотеки на корпорацию. В 1843 году землетрясение частично разрушило библиотеку и частные владения её собственников. Библиотека перешла в государственную собственность в 1854 году, управление было передано местным попечителям, полномочия которых расширили в 1871 году.

## Старое здание
8 октября 1974 года на Антигуа произошло сильное землетрясение, повредившее здание до такой степени, что его пришлось покинуть. Библиотека была временно перенесена на новое место — на Редклифф-стрит выше библиотеки Силстона, а перечень услуг сократился до уровня детской библиотеки. В 1978 году библиотека снова переехала — на верхние этажи здания Lolitas на Маркет-стрит. Здесь библиотека была открыта и для взрослых. Она работала по этому адресу до сентября 2014 года, когда была переведена в постоянное здание на набережной Хейлс, в парке Виктория.

## Новое здание
Условия на Маркет-стрит не были подходящими для библиотеки. Местоположение в оживлённом коммерческом районе центра Сент-Джонса было небезопасным для детей, парковка была затруднена, лестница была опасной — особенно для пожилых людей и людей с ограниченными возможностями. Общая площадь составляла 280 м² — её не хватало для удовлетворения минимальных требований растущего населения. Правительство согласилось, что библиотеке нужно новое здание, к реализации планов приступили в 1985 году. В 1987 году трастовый фонд Милл Риф заказал исследование для анализа потребностей библиотеки, определения требуемого размера и оценки затрат. В 1988 году министр Рубен Харрис попросил архитекторов из Freidin Bolcek Associates (FBA) подготовить предварительный проект новой Центральной публичной библиотеки. В то время FBA развивалась вместе с проектом. Дизайн совершенствовался с годами, достигнув нынешней формы в 1992 году, когда началась последняя кампания по сбору средств.
В 1995 году остров опустошил ураган Луи, что привело к задержке проекта, тем не менее, усилия по сбору средств продолжались. Общая стоимость проекта оценивается в 2,25 миллиона долларов США. Собирались пожертвования, все полученные деньги контролировались и распределялись Комитетом по строительству публичной библиотеки через его председателя, бухгалтера и сотрудника по правовым вопросам. Аудит осуществляла Price Waterhouse.
В 2008 году был подписан контракт на завершение строительства стоимостью 6,45 миллиона долларов. Строительство было передано в ведение Министерства общественных работ, однако контракт был расторгнут, и строительство взяло на себя местная фирма Antigua and Barbuda Contractors Enterprises. Работа продолжалась, но была остановлена в 2011 году. В 2013 году работы возобновились, а 9 сентября 2014 года здание было открыто для посещения.
Библиотека содержит разнообразные материалы, в том числе книги (художественные, научно-популярные и большие печатные издания), DVD, электронные книги, вест-индийскую коллекцию, африканскую коллекцию, журналы и газеты. Среди других услуг компьютеры с бесплатным доступом в Интернет, аренда конференц-зала, консультации для читателей, справочные и информационные услуги, печать, ксерокопирование, сканирование, ламинирование и переплёт.